# Model Arts and Niland Gallery
Центр «Model Arts and Niland Gallery» (англ. Model Arts and Niland Gallery) — арт-центр и музей современного искусства в ирландском городе Слайго, созданные в 2001 году; основу музейного фонда составляет коллекция «The Niland Collection», специализирующаяся на ирландском искусстве XX века; в центре также действует кинотеатр (концертный зал) и существует программа для проживания и работы художников.

## История и описание
Двухэтажное здание в стиле итальянского палаццо, которое сегодня занимает «Model Arts and Niland Gallery», было построено по проекту архитектора Джеймса Оуэна в 1862 году для школы в Слайго местным подрядчиком «Messrs Patrick Keighron & Son»; стоимостью постройки составила 8000 фунтов стерлингов. Данный тип школьного здания «пепельного» цвета был известен как «model» (модельная), так как он должен был использоваться в качестве стандарта для начальных школ по всему региону. Первоначально предполагалось, что школа будет многоконфессиональной, но в итоге она стала преимущественно протестантской. «The Model» давала начальное образование детям до 12 лет; в 1970-х годах здание было заброшено вместе с другим зданием начальной школы, расположенным через дорогу.
В начале 1990-х годов здание было приобретено советом графства Слайго, который имел намерение предоставить его музею — оно было отремонтировано и расширено к 2001 году по проекту, разработанному архитектурным бюро «McCullough Mulvin Architects». Проект расширения попал в шорт-листы сразу нескольких архитектурных наград. Галерея «The Model» была повторно преобразована и перестроена в 2008—2010 годах — в рамках проект совета графства по созданию культурного квартала в городе Слайго. Намерение состояло в том, чтобы расширить помещения галереи специально построенным театральным пространством и набором мастерских для художников — в сочетании с двумя новыми зданиями по соседству: с новым музеем округа Слайго и городской библиотекой. Ни один из других проектов не был реализован из-за экономического кризиса; однако, разработанный бюро «Sheridan Woods Architects» проект расширения стал реальностью — он увеличил выставочную площадь здания на треть. Расширение также добавило новую входную зону, книжный магазин и кафетерий. Строительные работы начались в январе 2008 года — галерея была вновь открыта 1 мая 2010 года.
Коллекция Ниланд (Niland Gallery), представленная сегодня в галерее, начала формироваться в 1950-х годах: она содержит более 300 работ, в том числе произведения Пола Хенри, Луи ле Брокки, Эстеллы Соломонс, Джорджа Рассела и Джека Батлера Йейтса. Музей также проводит и временные выставки современных авторов — как групповые, так и персональные.